# Портрет Андрея Тимофеевича Маслова
«Портрет Андрея Тимофеевича Маслова» — картина Джорджа Доу и его мастерской, из Военной галереи Зимнего дворца.
Картина представляет собой погрудный портрет генерал-майора Андрея Тимофеевича Маслова из состава Военной галереи Зимнего дворца.
К началу Отечественной войны 1812 года полковник Маслов был шефом Подольского пехотного полка и командовал 1-й бригадой 21-й пехотной дивизии, отличился в сражениях при взятии Полоцка, Чашниках и Смолянах, за что был произведён в генерал-майоры. Под Смолянами он получил тяжёлую рану, вынужден был оставить армию и в военных действиях против Наполеона далее участия не принимал, вернулся в строй только в 1816 году.
Изображён в генеральском вицмундире, введённом для пехотных генералов 7 мая 1817 года. Справа на груди кресты орденов Св. Георгия 4-го класса и Св. Владимира 4-й степени и серебряная медаль «В память Отечественной войны 1812 года» на Андреевской ленте. С тыльной стороны картины надпись: Masloff. Подпись на раме: А. Т. Масловъ, Генералъ Маiоръ.
7 августа 1820 года Комитетом Главного штаба по аттестации Маслов был включён в список «генералов, заслуживающих быть написанными в галерею» и 5 марта 1824 года император Александр I приказал написать его портрет. В это время Маслов состоял комендантом Смоленска. Неизвестно, приезжал ли Маслов сам в Санкт-Петербург и встречался ли с Доу, или же художник работал по присланному портрету-прототипу. Гонорар Доу был выплачен 21 июня 1827 года и 22 апреля 1828 года. Готовый портрет поступил в Эрмитаж 26 апреля 1828 года. Предыдущая сдача готовых портретов была 21 января 1828 года, соответственно картина датируется между этими числами. Возможный портрет-прототип современным исследователям неизвестен.
В 1840-е годы в мастерской К. Края по рисунку И. А. Клюквина с портрета была сделана литография, опубликованная в книге «Император Александр I и его сподвижники» и впоследствии неоднократно репродуцированная. В части тиража напечатана другая литография с этого портрета, отличающаяся мелкими деталями.